# Lindemann-Kriterium
Das Lindemann-Kriterium (nach Frederick Lindemann) ist ein Kriterium für das Schmelzen von Festkörpern: die feste Ordnung des Kristalls bricht zusammen, wenn
{\displaystyle x_{\text{max}}>(0{,}2\dots 0{,}3)\cdot a}
mit
- der maximalen Auslenkung {\displaystyle x_{\text{max}}} der Gitteratome
- der Gitterkonstanten {\displaystyle a}.

Beispielsweise beträgt auch am absoluten Nullpunkt die Schwingungsamplitude von Heliumatomen bei Normaldruck etwa {\displaystyle x_{\text{max}}\approx (0{,}3\dots 0{,}4)\cdot a} (Nullpunktschwingung). Es kann sich also keine feste Phase ausbilden, diese tritt erst bei Drücken oberhalb von 25 bar auf.